# هانا بروملی
هانا بروملی (انگلیسی: Hannah Bromley؛ زادهٔ ۱۵ نوامبر ۱۹۸۶) بازیکن فوتبال اهل نیوزیلند است.
از باشگاه‌هایی که در آن بازی کرده‌است می‌توان به باشگاه فوتبال سیدنی اشاره کرد.
وی همچنین در تیم‌های ملی فوتبال New Zealand women's national under-20 football team و زنان نیوزیلند بازی کرده‌است.